# E=mc² mon amour
Ne doit pas être confondu avec E = mc² (recueil).
E=mc2 mon amour est un livre de Patrick Cauvin paru en janvier 1977 racontant l'histoire d'amour entre deux surdoués. Lors de sa parution, ce livre connaît un grand succès auprès du public.
Le roman évoque la rencontre de deux enfants surdoués que pourtant tout sépare. L'une est issue d'une famille bourgeoise américaine, l'autre appartient à la classe ouvrière française. Ils tombent passionnément amoureux, tandis que les adultes qui les entourent tentent de les séparer.

## Principaux personnages
- Daniel Michon : garçon de 11 ans ; il a un QI au-dessus de la norme. Il a honte de ses parents et il les trouve misérables. C'est aussi un amoureux du cinéma américain et de ses acteurs comme Robert Redford, son préféré. Par ailleurs, il retient son expression : « Bingo ». Il habite malheureusement à quelques kilomètres de Paris, dans la banlieue parisienne, bien loin de son rêve américain. Ce sera grâce à une rencontre avec Lauren, une jolie américaine dotée, elle aussi, d'un QI impressionnant, qu'il trouvera le grand amour. Leur amour les mènera jusqu'à Venise, où ils s'embrasseront sous le Pont des Soupirs, accompagnés d'un gentil papi raconteur d'histoire. « E=mc² mon amour » est la dernière phrase que dit Lauren à Daniel.

- Lauren King : Âgée de 12 ans, Lauren King est une Américaine, fille du riche dirigeant de la succursale française de la multinationale ITT. Elle habite à Paris dans une demeure bourgeoise et est scolarisée dans un lycée américain avec sa meilleure amie Nathalie. Elle se passionne depuis son plus jeune âge pour le théâtre classique, en particulier Racine, et s'exprime assez régulièrement en alexandrins. Sa mère, elle aussi bourgeoise, est choquée par le langage transgressif qu'elle développe au contact de Daniel.

## Adaptation au cinéma
I Love You, je t'aime, un film franco-américain, est venu en 1979 adapter le roman de Patrick Cauvin. Le réalisateur George Roy Hill a retranscrit sur grand écran les amours de Lauren et Daniel. Parmi les différents acteurs américains (notamment la jeune Diane Lane dans le rôle de Lauren), Laurence Olivier joue le rôle de Julius. Le célèbre compositeur Georges Delerue a reçu l’Oscar de la meilleure musique originale pour ce film lors de la 52e cérémonie de 1980.

## La suite
En 1999, soit vingt-deux ans après la sortie de E=mc2, mon amour, Patrick Cauvin retrouve les deux protagonistes, Lauren et Daniel, dans une suite intitulée Pythagore, je t'adore, qui connaît un franc succès. Alors que le romancier s’était promis de ne jamais écrire de suite, la nostalgie de ses premières intrigues le décide, finalement, à faire revivre ses jeunes héros.